# Portrait d'un général
Portrait d'un général ou Portrait d'homme en costume militaire est un tableau réalisé vers 1550 par l'artiste vénitien Titien. Il est conservé à la Gemäldegalerie Alte Meister de Cassel.